# 范日旺
范日旺（1968年8月5日—），有媒體錯譯為潘日旺，越南房地产商人，Vingroup集团创始人兼董事长，越南首位亿万富翁，現時亦是越南首富（截至2023年）。

## 生平
范日旺于1968年8月5日出生在河内市，籍贯河静省。范日旺自幼家境贫寒，父亲曾在越南人民军空军服役，母亲是茶店老板。
1985年，范日旺自河内金莲高中毕业。1987年，被河内矿业与地质大学录取，送往莫斯科地质勘探学院留学，1992年毕业。
范日旺的妻子是高中同学范秋香，范日旺毕业后同范秋香结婚，二人迁往乌克兰哈尔科夫居住。二人育有三名子女：范日君英（Phạm Nhật Quân Anh，现Vinpearl有限公司副总监）、范日明黄（Phạm Nhật Minh Hoàng）、范日明英（Phạm Nhật Minh Anh）。

### 从商经历
范日旺20世纪90年代时居住在乌克兰，他在当地开设了一间即食面馆，开店资金是亲友借款，此后他亦在店内自产自销即食面。
1993年，范日旺设立即食面公司Technocom，该公司之后成为乌克兰领先的脱水食品公司，产品包括美维纳（羅馬化：Mivina）方便面。2009年，范日旺以1.5亿美元价格将Technocom公司出售予雀巢。
2003年，范日旺返越，在芽庄市创立Vinpearl Resort度假公司，又在2004年于河内创立Vincom City Towers公司（后更名为Vincom Ba Trieu）。Vincom公司在2007年上市，并与Vinpearl合并为VinGroup，总部设在河内市东部的龙编郡。
2015年，范日旺以24.3万亿越南盾（约合11亿美元）身家成为越南首富，其资产是榜单第二名陈庭隆的四倍。榜单第三名和第五名分别是范日旺的妻子范秋香和范秋香的姐妹范翠姮（Phạm Thúy Hằng）。截至2021年4月12日，福布斯估计范日旺的身价已经达到90亿美元。